# Axiodes interscripta
Axiodes interscripta är en fjärilsart som beskrevs av Louis Beethoven Prout 1922. Axiodes interscripta ingår i släktet Axiodes och familjen mätare. Inga underarter finns listade i Catalogue of Life.